# Sphaerorrhiza
Sphaerorrhiza é um género botânico pertencente à família Gesneriaceae.

## Espécies
|  |